# Калиново (Нестеровський район)
Калинове (рос. Калиново) — селище Нестеровського району, Калінінградської області Росії. Входить до складу Ілюшинського сільського поселення.
Населення —  32 особи (2015 рік). 

## Населення
| 2002 | 2010 |
| ---- | ---- |
| 42   | ↘32  |